# معركة سوداق
وقعت معركة سوداق في عام 1221 أو 1222 عندما حاولت قوات روس القفجاق بقيادة روس الاستيلاء على المدينة من سلاجقة الروم.
سيطر سلاجقة الروم تحت قيادة كيقباد الأول على سوداق عام 1221 أو 1222. بعد الاستيلاء على المدينة، قاد جيش كومان روس مشترك بقيادة روس محاولة للاستيلاء على المدينة، وهزم الأتراك السلاجقة هذه المحاولة.